# Théâtre-récit
Le théâtre-récit ou théâtre de narration est un courant de la nouvelle dramaturgie italienne né avec des auteurs comme Marco Baliani, Marco Paolini ou Laura Curino. Au tournant des années 2000, une nouvelle génération d'acteurs-auteurs a vu le jour, avec Roberta Biagiarelli, Giuliana Musso, Davide Enia, Mario Perrotta, Alessandro Ghebreigziabiher et Ascanio Celestini, qui s'est révélé ces dernières années l'un des meilleurs écrivains de la péninsule.
L'influence de Dario Fo, inventeur d'une nouvelle forme de monologue avec Mystère bouffe, où le narrateur vient remplacer la figure de l'acteur, et de Pier Paolo Pasolini pour son engagement civique, est présente chez tous ces auteurs. Cette façon de raconter des histoires remonte aussi à la tradition des cantastorie médiévaux. Un texte de Walter Benjamin, L'Art du conteur chez Leskov, en est en quelque sorte le manifeste caché.
L'œuvre d'Ascanio Celestini est montée depuis plusieurs années en Belgique. Dag Jeanneret monte en France Radio clandestine et Charles Tordjman La Fabbrica. L'œuvre de Mario Perrotta est suivie par l'acteur et traducteur belge Hervé Guerrisi, celle de Giuliana Musso par la traductrice belge Amandine Mélan, celles de Davide Enia et de Marco Baliani par le traducteur français Olivier Favier, qui a traduit aussi plusieurs textes d'Ascanio Celestini et écrit sur le théâtre-récit dans plusieurs numéros de la revue Frictions.